# 실비 베르에이드
실비 베르에이드(Sylvie Verheyde, 1967년 1월 1일 ~ )는 프랑스의 배우, 영화 감독, 각본가, 영화배우이다.
파리에서 태어났다.

## 영화
- 섹스돌 (2016년)
- 파파 워즈 낫 어 롤링 스톤 (2014년)
- 컨페션 오브 어 차일드 오브 더 센트리 (2012년)
- 스텔라 (2008년)
- 스콜피온 (2007년)